# فن آسيا الوسطى

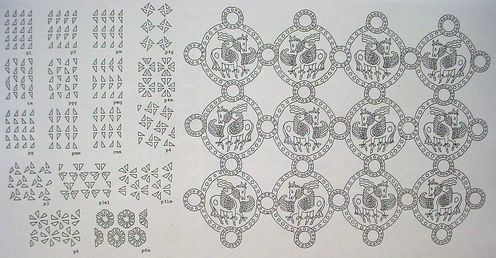
أنماط التماثل المستوي في فن آسيا الوسطى

الفن في منطقة آسيا الوسطى هو عبارة عن فن بصري ينتشر في المناطق المقابلة لقيرغيزستان الحديثة وكازاخستان وأوزبكستان وتركمانستان وأذربيجان وطاجيكستان وأفغانستان وباكستان وأجزاء من منغوليا الحديثة والصين وروسيا. يعكس فن آسيا الوسطى في العصور الوسطى والقديمة، التاريخ الثري لهذه المنطقة الشاسعة، التي تحتضن طائفة واسعة من الشعوب والأديان وأساليب الحياة. تظهر البقايا الأثرية الفنية في المنطقة مجموعات رائعة من التأثيرات التي تجسد الطابع متعدد الثقافات لمجتمع آسيا الوسطى. إن مساهمة طريق الحرير في نقل الفن السكيثي والفن اليوناني البوذي والفن الهندي ومؤخرًا الثقافة الفارسية، هو جزء من هذا التاريخ المعقد.
كانت مراعي آسيا الوسطى التي تمتد من بحر قزوين إلى وسط الصين ومن جنوب روسيا إلى شمال الهند، منذ أواخر الألفية الثانية قبل الميلاد وحتى وقت قريب جدًا، موطنًا للرعاة المهاجرين الذين مارسوا أنواع مختلفة من الاقتصاد على هامش المجتمعات المستقرة. إن فن ما قبل التاريخ الذي شمل «أسلوب الحيوان» لهؤلاء البدو الرعاة، لا يظهر فقط أساطير التشخيص الحيواني الخاص بهم وتقاليدهم الشامانية، بل يظهر أيضًا المرونة في دمج رموز المجتمع الخاملة في أعمالهم الفنية الخاصة.
كانت آسيا الوسطى دائمًا مفترق طرق للتبادل الثقافي، ومحورًا لما يسمى بطريق الحرير- ذلك النظام المعقد للطرق التجارية التي تمتد من الصين إلى البحر لأبيض المتوسط. في العصر البرونزي (الألفية الثالثة والألف الثاني قبل الميلاد)، كانت المستوطنات المتنامية تشكل جزءًا من شبكة واسعة من التجارة تربط آسيا الوسطى بوادي السند وبلاد ما بين النهرين ومصر.
تتأثر فنون القرون الحديثة بشكل رئيسي بالفن الإسلامي، لكن الثقافات السابقة المتنوعة تأثرت بفن الصين وبلاد فارس واليونان، فضلًا عن أسلوب الحيوان الذي تطور بين الشعوب البدوية في السهوب.

## ثقافات البدوية المبكرة (3500- 2500 قبل الميلاد)
نتجت ثقافة أفاناسيفو عن الهجرة الشرقية لثقافة يامنايا، ومقرها في الأصل في سهوب البونتيك شمال جبال القوقاز. تعرض ثقافة أفاناسيفو (نحو 3500- 2500 قبل الميلاد) الاتصالات الثقافية والوراثية مع الثقافات الهندية الأوروبية المرتبطة بسهوب آسيا الوسطى والتي تسبق الثقافة الهندية الإيرانية المرتبطة بثقافة أندرونوفو (نحو 2000- 900 قبل الميلاد).

### مومياوات تاريم
أقدم مومياوات تارين، هي الجثث المحفوظة بسبب الظروف الصحراوية والتي يعود تاريخها إلى 2000 قبل الميلاد. عثر عليها على الحافة الشرقية لحوض تاريم. يبدو أنها أنواع قوقازية مع شعر فاتح اللون. أظهرت الدراسة الجينية للبقايا الأثرية من أقدم طبقة من مقبرة شاخومودي أن السلالات الأمومية كانت مزيجًا من الأنواع الأوراسية الشرقية والغربية، في حين كانت جميع السلالات الأبوية من النوع الأوراسي الغربي. من غير المعروف ما إذا كانت مرتبطة مع اللوحات الجدارية التي رسمت في المواقع التوخارية بعد أكثر من ألفي سنة، والتي تصور أيضًا عيونًا وشعرًا ذات ألون فاتحة.
عثر على المومياوات مزينة بأقمشة منقوشة بزخارف تشبه إلى حد كبير نمط «التارتان» من ثقافة هالستات في وسط أوروبا المرتبطة بالكلتيين، وتبين أن الصوف المستخدم في أقمشة النجود قد جاءت من أغنام ذات أصل أوروبي.
في وقت لاحق، انتقلت مجموعات من الرعاة البدو من السهوب إلى المراعي في الشمال والشمال الشرقي من تاريم. كانوا أسلاف الشعوب الذين عرفها المؤلفون الصينيون في وقت لاحق باسم أوسون ويوشي. يعتقد أن بعضهم على الأقل تحدثوا اللغات الإيرانية، ولكن أقلية من الباحثين أشارت أن اليوشي كانوا من المتحدثين بالتوخارية.

## العصر البرونزي
مجمع باكتريا- مارغيانا الأثري (بي إم لإيه سي، المعروف أيضًا باسم «حضارة أوكسوس») هو الاسم الأثري الحديث لثقافة أثرية تعود إلى العصر البرونزي في آسيا الوسطى والتي يعود تاريخها إلى نحو 2200- 1700 قبل الميلاد، والتي تقع في تركمانستان الشرقية في الوقت الحاضر وشمال أفغانستان وجنوب أوزبكستان وغرب طاجيكستان، وتتمركز في أمو داريا العليا (المعروفة لليونانيين القدماء باسم نهر أوكسوس)، وهي منطقة تغطي باكتريا القديمة. اكتشفت مواقعها بفضل عالم الآثار السوفيتي فيكتور سارياريدي (1976). باكتريا هي الاسم اليوناني لباكتريس الفارسي القديم (الأصل باكسيس) والذي (سمي تيمنًا بعاصمته باكترا، وبلاخ المعاصرة)، وهي ما تعرف اليوم بشمال أفغانستان، بينما كانت مارغيانا هي الاسم اليوناني لساتراب من مارغو، عاصمة ما كانت تسمى مرو، التي تقع اليوم في تركمانستان.
إلهات الخصوبة التي تسمى «الأميرات الباكتريات»، مصنوعة من الحجر الجيري والكلوريت والطين وتعكس مجتمع العصر البرونزي الزراعي، بينما تشير مجموعة واسعة من الأشياء المعدنية إلى تقليد متطور متبع في الأعمال المعدنية. ترتدي «الأميرات الباكتريات» فساتين واسعة منمقة فضلًا عن أغطية الرأس التي تندمج مع الشعر وتجسد مرتبة الإلهة، وهي شخصيات من أساطير آسيا الوسطى تلعب دورًا تنظيميًا في تهدئة القوى الجامحة.

## الثقافة السكيثية

### ثقافة البازيريك (القرن السادس- القرن الثالث قبل الميلاد)
ثقافة بازيرك هي ثقافة سكيثية بدوية من العصر الحديدي (من أصل إيراني، نحو القرن السادس إلى القرن الثالث قبل الميلاد)، جرى التعرف عليها من خلال التحف المستخرجة والبشر المحنطين الذين عثر عليهم في التربة الصقيعية في سيبيريا، في جبال ألتاي وكازخستان ومنغوليا المجاورة. تدفن المومياوات في عربات طويلة (أو كورغان) على غرار تلال المقابر من الثقافة السكيثية في أوكرانيا. موقع النوع هي مدافن بازيريك من هضبة أوكوك. عثر على العديد من القطع الأثرية والبقايا البشرية في هذا الموقع، بما في ذلك أميرة الجليد السيبيرية، مما يدل على ثقافة مزدهرة في هذا الموقع استفادت من الطرق التجارية وقوافل التجار التي مرت عبر هذه المنطقة. يعتبر أن البازيريك كان لهم حياة شبيهة بالحرب.
تشمل مقابر الكورغان الأخرى المرتبطة بهذه الثقافة تلك الموجودة في باشادار وتوكتا وأوايدريك وبوليوسماك وبريل. لا توجد حتى الآن مواقع معروفة للمستوطنات مرتبطة بالدفن مما يشير إلى أسلوب حياة بدوي بحت.
تشمل المنسوجات الرائعة التي استعيدت من مدافن البازيريك، أقدم سجادة معروفة من الصوف وأقدم حرير صيني مطرز وقطعتين من النسيج الفارسي المنسوج (متحف الأرميتاج الحكومي، سانت بطرسبرغ). يسود اللون الأحمر والبني المصفر في السجاد، الذي يحتوي على تصاميم الصقور والغزلان بشكل رئيسي. كانت الستائر والسروج والوسائد مغطاة بتصاميم أنيقة ذات زخارف من الفرو المصبوغ والتطريز. من المثير للاهتمام بشكل استثنائي تلك التي تحتوي على تركيبات تمثيلية حيوانية وبشرية، وأبرزها التصميم المتكرر لمشهد التتويج على لباد معلق وآخر يحتوي على شخصية نصف بشرية نصف طائر (كلاهما في متحف الأرميتاج الحكومي، سانت بطرسبرغ). كانت الملابس المصنوعة إما من الشعر أو الجلد أو الفراء مزينة أيضًا.